# سیارک ۲۹۶۵
سیارک ۲۹۶۵ (به انگلیسی: 2965 Surikov، نامگذاری:1975BX) دو هزار و نهصد و شصت و پنجمین سیارک کشف شده‌است که در ۱۸ ژانویه ۱۹۷۵ کشف شد.
قدر مطلق سیارک برابر ۱۳٫۶۰ است.